# Uppehållsrum

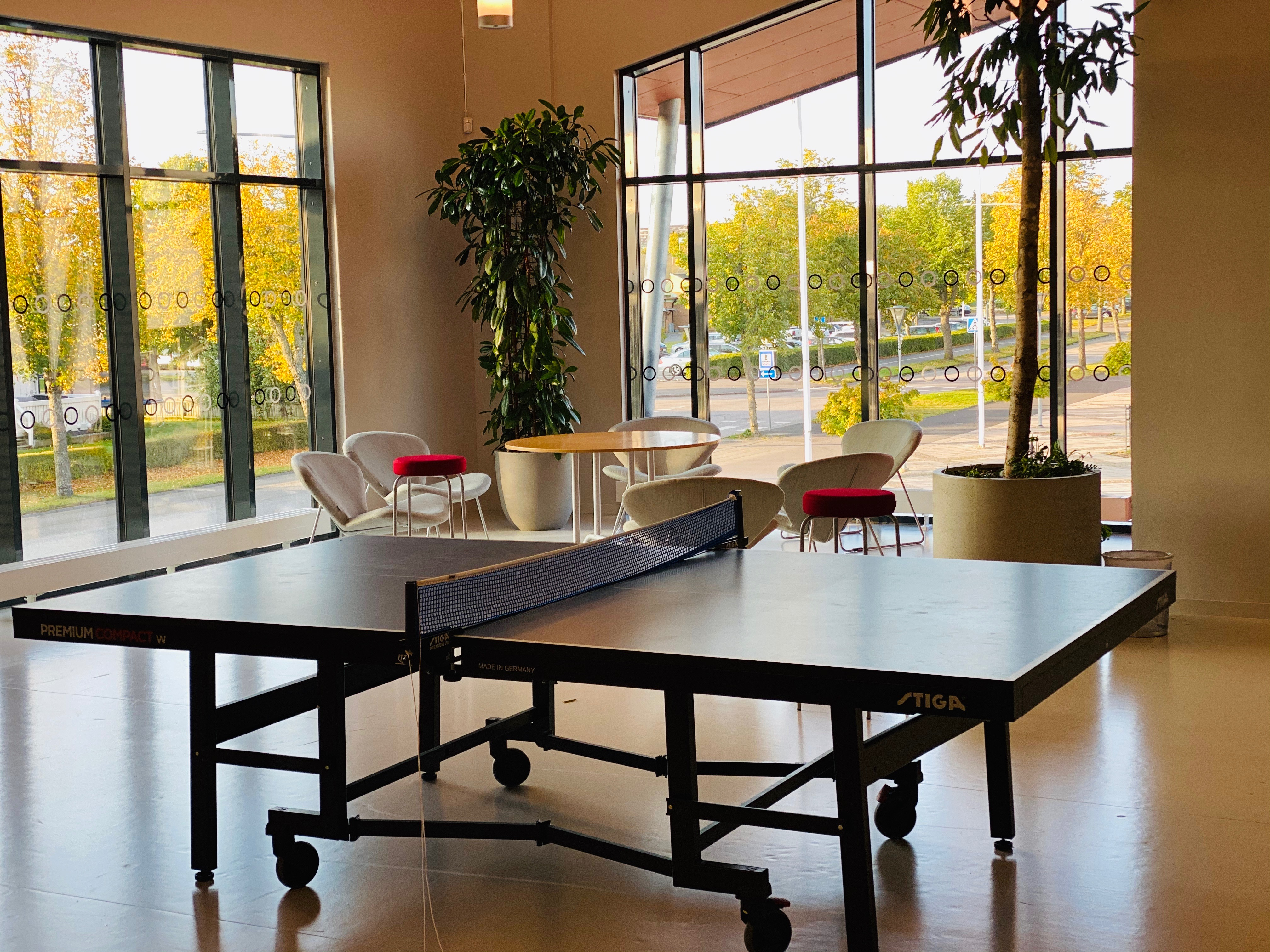
Ett uppehållsrum på Lagmansgymnasiet.

Uppehållsrum avser ofta ett rum i en skolbyggnad och på främst högre stadier, där eleverna kan vara under rasterna. Även ordet pausutrymme används och det förekommer även på andra arbetsplatser. Enligt Arbetsmiljöverket i Sverige behövs ett särskilt utrymme, pausutrymme, när lokaler har en skadlig bullernivå eller när det inte är möjligt att koppla av från arbetet i lokalerna.
Ett pausutrymme bör ligga nära arbetsplatsen och behöver ofta utformas med omsorg sett till inredning, belysning och färgsättning. Sittmöbler och bord finns ofta i rummet. I rummet finns vanligen möjlighet att lyssna på musik eller utföra andra avkopplande aktiviteter.
Ordet uppehållsrum är belagt i svenska språket sedan 1932.